# Esperidião Amin Helou Filho
Esperidião Amin Helou Filho (né à Florianópolis le 21 décembre 1947) est un homme politique brésilien. Il fut gouverneur de l'État de Santa Catarina de 1983 à 1987 et de 1999 à 2003. Il est marié avec Ângela Amin, députée fédérale.
Diplômé en gestion, il se forme ensuite au droit à l'université fédérale de Santa Catarina.
Gouverneur de l'État de Santa Catarina à deux reprises, il assume également la charge de maire de Florianópolis de 1975 et 1978 (nommé par le gouvernement militaire), puis de 1988 à 1991 (élu par vote direct). Il se présente à la présidence de la république en 1994 et termine en 6e position. En 2006, il se représente au poste de gouverneur et il est battu pour la deuxième fois par Luiz Henrique da Silveira.